# Ciechan Miodowe
Ciechan Miodowe – jasne, niefiltrowane piwo miodowe z browaru Ciechan w Ciechanowie, powstałe na bazie naturalnego miodu, który powoduje zmętnienie piwa. Piwo zawiera 12,1% ekstraktu, a z dodatkiem miodu 14,0% oraz 5,7% obj. alkoholu. Ciechan Miodowe zadebiutował w roku 2004. Piwo jest pasteryzowane. Browar do produkcji piwa miodowego zużywa ok. 3 ton miodu miesięcznie dostarczanego przez zakład Mazurskie Miody ZPH Karolina.

## Nagrody i wyróżnienia
- 2010: II miejsce w kategorii Piwa specjalne i aromatyzowane w plebiscycie Browar.biz[2]
- 2009: Piwo Roku według Bractwa Piwnego[3]
- 2009: I miejsce w Plebiscycie na Piwo Roku Browar.biz w kategorii Piwa aromatyzowane
- 2009: Laur Województwa Mazowieckiego
- 2008: I miejsce w Plebiscycie na Piwo Roku Browar.biz w kategorii Piwa aromatyzowane
- 2007: I miejsce w Plebiscycie na Piwo Roku Browar.biz w kategorii Piwa aromatyzowane